# شهد (هندسة)

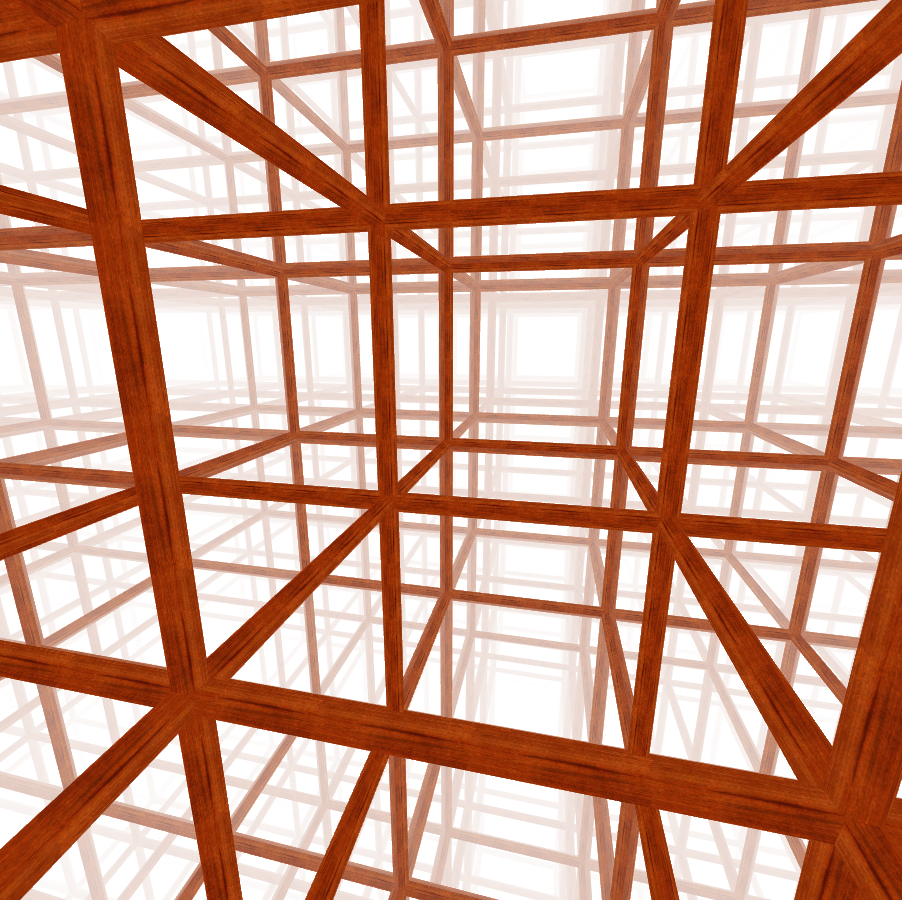
شهد مكعبي

في الهندسة، الشَّهْد (الجمع: شِهَاد) (بالإنجليزية: Honeycomb) هو ملء الفراغ أو التعبئة المتراصة للخلايا المتعددة الوجوه أو ذات الأبعاد الأعلى، التي لا توجد فيها فجوات. وهو مثال على التبليط أو الرصف الرياضياتي الأكثر عمومية في أي عدد من الأبعاد. يمكن توضيح أبعاده على أنه شهد نوني (n) الأبعاد لشهد ذي n أبعاد.
عادة ما تُنشَأ الشهاد في الفضاء الإقليدي ("المسطح") العادي. كما يمكن إنشاؤها في فضاءات غير إقليدية، مثل الشهاد الزائدية. يمكن إسقاط أي متعدد أكناف متسق منتهٍ على كرته المحيطة لتشكيل شهد متسق في الفضاء الكروي.

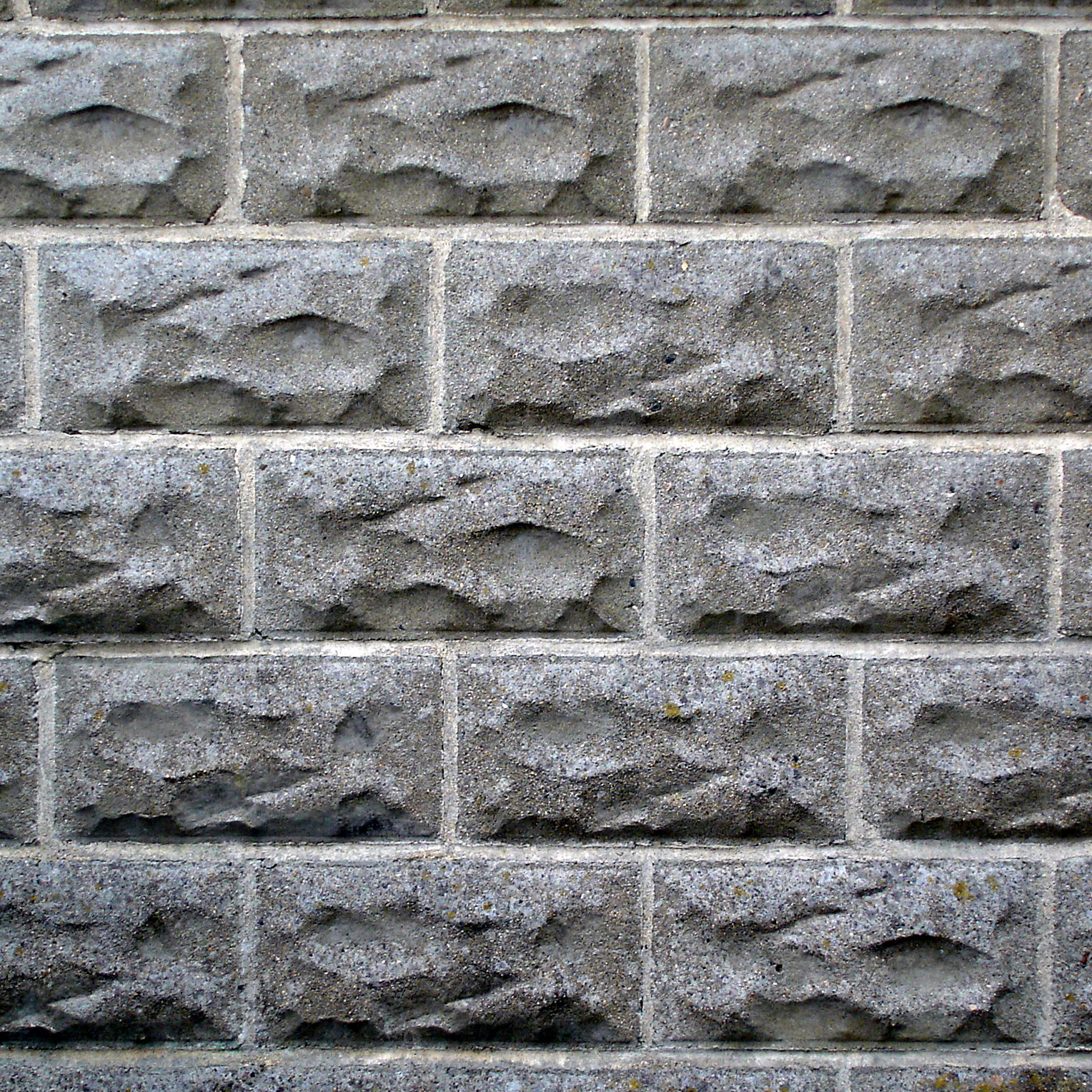
من الممكن ملء المستوي بمضلعات لا تلتقي عند زواياها، على سبيل المثال باستخدام المستطيلات، كما في نمط جدار من الآجر: هذا ليس تبليطًا فعليًا لأن الزوايا تقع جزئيًا على طول حافة مضلع مجاور. وبالمثل، في الشهد الفعلي، يجب ألا تكون هناك حافات أو رؤوس تقع تقع جزئيًا على طول وجه خلية مجاورة. إن تفسير كل وجه من وجوه الآجر على أنه مسدس له زاويتان داخليتان قيسها 180 درجة يسمح باعتبار النمط تبليطًا صحيحًا. ومع ذلك، لا يقبل جميع علماء الهندسة مثل هذه المسدسات.